# She Loves You
«She Loves You» (с англ. — «Она любит тебя») — песня британской группы The Beatles. Написана Джоном Ленноном и Полом Маккартни; автором идеи был Маккартни. Выпущена в августе 1963 года в качестве четвёртого сингла группы.
Сингл занимал на протяжении нескольких недель первые места в чартах Великобритании, США, Норвегии и других стран. «She Loves You» стала одной из пяти песен The Beatles, которые в апреле 1964 года одновременно занимали пять верхних строчек в американском национальном хит-параде. Релиз стал самым продаваемым синглом в Великобритании в 1960-х и самым продаваемым синглом The Beatles за всю историю. Британский журнал New Musical Express в 1976 году в списке «Лучшие синглы всех времён» поставила «She Loves You» на 60-е место, а в 2015 году, в расширенной версии этого рейтинга, отвёл ей 280-ю позицию. В ноябре 2004 года в списке 500 величайших песен всех времён музыкального журнала Rolling Stone композиция «She Loves You» заняла 64-е место. В октябре 2005 года журнал Uncut в списке песен, изменивших мир, поместил «She Loves You» на третью позицию — после «Heartbreak Hotel» Элвиса Пресли и «Like a Rolling Stone» Боба Дилана. Журнал Q включил «She Loves You» в список «1010 песен, которые должны быть у тебя».

## История написания песни
Летом 1963 года группа The Beatles участвовала в совместном концертном туре по Великобритании вместе с Роем Орбисоном и ливерпульской группой Gerry & The Pacemakers. 26 июня во время поездки на автобусе в Ньюкасл, где был запланирован очередной концерт, Джону Леннону и Полу Маккартни пришла идея новой песни, в которой повествование идёт от третьего лица и сопровождается рефреном «yeah, yeah, yeah» («да, да, да»). Вечером, после выступления, в гостиничном номере музыканты написали песню «She Loves You». В 2003 году в гостинице, где была написана песня, планировалось установить памятную табличку, однако ни один живых на тот момент «битлов» — ни Пол Маккартни, ни Ринго Старр, не смогли точно вспомнить в каком именно отеле это произошло — в «Imperial Hotel» или в «Royal Turk’s Head».
Другие обстоятельства, при которых появилась эта песня, известны. В 2000 году Пол Маккартни вспоминал:

В то время у Бобби Райделла была песня «Forget Him», и, как часто бывает, когда пишешь одну песню, думаешь о другой. Мы ехали в Ньюкасл в концертном автобусе. У меня была задумка песни «с ответом», в которой двое из нас пропевали бы «she loves you», а двое других отвечали: «yeah yeah». Мы решили, что это неважная идея, но по крайней мере у нас появилась идея написать песню под названием «She Loves You». И мы засели на несколько часов в номере отеля и написали её, сидя с гитарами прямо на кроватях друг напротив друга — Джон и я.
Оригинальный текст (англ.)There was a Bobby Rydell song out at the time «Forget Him» and, as often happens, you think of one song when you write another. We were in a van up in Newcastle-Upon-Tyne. I’d planned an 'answering song' where a couple of us would sing 'she loves you' and the other ones would answer 'yeah yeah'. We decided that was a crummy idea but at least we then had the idea of a song called 'She Loves You'. So we sat in the hotel bedroom for a few hours and wrote it — John and I, sitting on twin beds with guitars.

Окончательно закончена песня была на следующий день дома у Маккартни в Ливерпуле.

## Слова и музыка
Припев и часть первого куплета
She loves you, yeah, yeah, yeah
She loves you, yeah, yeah, yeah
She loves you, yeah, yeah, yeah, yeah!
You think you've lost your love
Well, I saw her yesterday
It's you she's thinking of
And she told me what to say
Идея написать песню, в которой идёт повествование от третьего лица («Она любит тебя») пришла к Полу Маккартни под влиянием песни Бобби Райделла «Forget Him» (с англ. — «Забудь его»). Это было весьма необычно для лирических песен того времени: практически везде использовалось повествование от первого лица — «Я люблю тебя».
В «She Loves You» The Beatles использовали традиции гармонии и принципы построения композиций американской, прежде всего негритянской, вокальной музыки. Для североамериканских негритянских групп было характерно следование канонам спиричуэлс — духовных песнопений, для которых характерна перекличка между солистом и ансамблем. Такой элемент назывался вопросо-ответный принципом; ответ ансамбля зачастую сводился к простому выражению согласия: «Yeah!» («Да!»). The Beatles, использовав этот элемент в своей композиции, усилили его троекратным ответом «да» («yeah, yeah, yeah»). Этот ритмичный рефрен стал главной отличительной особенностью песни. Ряд музыкальных обозревателей подвергли его резкой критике, считая такое произношение жаргонизмом. Такого же мнения был и отец Маккартни, который сказал Полу: «Сынок, сейчас и без того везде полно американизмов. Почему бы вам не спеть в конце: „Yes, yes, yes“?», на что тот ответил: «Ты не понимаешь, папа, это не будет звучать». Джон Леннон говорил: «Вы когда-нибудь слышали, чтобы ливерпулец пел „yes“? Только „yeah“!». В итоге, рефрен «yeah, yeah, yeah» стал визитной карточкой не только самой песни, но и в некотором смысле группы.
Протяжное «у-у-у-у» в конце каждого куплета, по словам Джона Леннона, было навеяно похожими «завываниями» в песне «Twist and Shout» американской группы The Isley Brothers (The Beatles также сами исполняли эту песню).
«She Loves You» заканчивается вокальным аккордом с секстой. Эта идея принадлежала гитаристу группы Джорджу Харрисону, который и выводил сексту в заключительном аккорде. Прослушав песню, продюсер The Beatles Джордж Мартин раскритиковал такую концовку, посчитав её слишком банальной, на что музыканты ответили: «Это так здорово звучит, что всё остальное не важно».

## Немецкий вариант песни
Припев и часть первого куплета
Sie liebt dich — yeah, yeah, yeah.
Sie liebt dich — yeah, yeah, yeah.
Sie liebt dich — yeah, yeah, yeah, yeah!
Du glaubst sie liebt nur mich?
Gestern hab' ich sie gesehen.
Sie denkt ja nur an dich
und du sollst zu ihr gehen!
Немецкое подразделение EMI, компания Odeon Records настаивала, что для успешной продажи сингла на территории Западной Германии необходимо петь песни на немецком языке. The Beatles такое предложение не пришлось по вкусу, однако, они всё же согласились. Для перевода были выбраны две песни — «She Loves You» и «I Want to Hold Your Hand». Для перевода текста был приглашён люксембургский певец и радиоведущий Камилло Фельген. Запись была назначена на 29 января 1964 года в парижской студии «Pathé Marconi Studios». Музыканты The Beatles и люксембургский переводчик встретились накануне, для того чтобы обсудить перевод. Пол Маккартни попросил, чтобы Фельген постарался обойтись без звука «ch» в переводе, так как английские музыканты могли произносить его неправильно. После часа ночи The Beatles вновь пришли в номер люксембуржца, который закончил перевод. «She Loves You» в немецком переводе называлась «Sie Liebt Dich». Маккартни, недовольный тем, что звука «ch» не удалось избежать в первой же строчке, попросил заменить «Sie liebt dich» на «Sie liebt dir», однако Фельген заявил:

Нет, это невозможно. Это берлинский диалект. Ни один житель Кёльна не купит это!
Оригинальный текст (нем.)Nee, das geht nicht. Das ist Berliner Dialekt. Das kauft kein Kölner!
— Интервью с Камилло Фельгеном
Это был единственный случай, когда The Beatles записывались не в Лондоне. По одной версии, музыкантам пришлось записать не только вокал на немецком языке, но и полностью новую инструментальную дорожку, так как двухдорожечные записи песни на английском были якобы утрачены По другой версии (и она подтверждается аннотацией буклета, прилагаемого к CD Past Masters, 1988), были использованы уже записанные в 1963 году инструментальные треки.

## Запись
«She Loves You» была записана 1 июля 1963 года (через 17 дней до начала работы на альбома With The Beatles) на студии «Эбби Роуд» в Лондоне. Запись производилась на двухдорожечную магнитофонную плёнку. 4 июля 1963 года продюсер группы Джордж Мартин из записанного 1 июля материала свёл окончательный вариант сингл. Так как стерео-версия не делалась, варианта песни в стерео не существует. Было сделано несколько так называемых псевдостерео-версий, в которых из монозаписей путём манипуляций с частотами и эхом достигался эффект стерео.
Звукорежиссёр Норман Смит вспоминал, что, увидев перед началом записи текст «She Loves You», не был впечатлён этой песней. Однако как только началась запись, гармония мелодии и слов привели его в восторг.

### Участники записи
- Джон Леннон — вокал, акустическая гитара.
- Пол Маккартни — вокал, бас-гитара.
- Джордж Харрисон — бэк-вокал, соло-гитара.
- Ринго Старр — ударные.
- Джордж Мартин — продюсер.
- Норман Смит — звукорежиссёр.

## Выпуск сингла
23 августа 1963 года сингл «She Loves You» был выпущен в Великобритании лейблом Parlophone на семидюймовой пластинке; на стороне «Б» была записана песня «I’ll Get You». Ещё до выхода пластинки на неё было сделано более полумиллиона заявок. Через три недели после выхода сингл возглавил британский хит-парад; пластинка поставила несколько британских рекордов продаж.
Однако, успех на Британских островах не гарантировал хорошие продажи на самом крупном музыкальном рынке мира — в США. Несмотря на общий язык и похожую культуру, британским исполнителям до той поры не удавалось добиваться серьёзных успехов в Северной Америке. Поэтому Capitol Records, американское подразделение медиагруппы EMI, отказывалось выпускать пластинки The Beatles, ссылаясь на специфику рынка. В мае 1963 года менеджер группы Брайан Эпстайн заключил договор о выпуске сингла «From Me to You» с малоизвестным лейблом Vee-Jay Records; однако, композиция, занимавшая в британском хит-параде первое место целых семь недель, в чарте США заняла более чем скромное 116 место. Для выпуска сингла «She Loves You» Эпстайн заключил договор с компанией Swan Records. 16 сентября 1963 года североамериканский релиз сингла состоялся, но в первое время казалось, что традиция неудач британских исполнителей на рынке США не обойдёт и эту пластинку. Только через четыре месяца, 25 января 1964 года, после успеха выпущенного в декабре сингла «I Want to Hold Your Hand», «She Loves You» смог войти в первую сотню североамериканского чарта, в первую неделю заняв 69 место. Сингл в чарт-листе находился пятнадцать недель, две из которых — на первой строчке.
После того как в начале 1964 года стало очевидно, что The Beatles смогли завоевать североамериканскую аудиторию, Capitol Records начал активное продвижение продукции британской группы на рынок США. Так как правами на выпуск сингла «She Loves You» на территории США обладала компания Swan Records (эти права были проданы британской группой сроком на два года), Capitol Records включил песню в альбом The Beatles’ Second Album (сложности с авторскими правами на продукцию The Beatles на рынке США стали одной из главных причин того, что британская дискография группы отличается от североамериканской).

### Издания
Песня «She Loves You» не входила ни в один официальный студийный долгоиграющий альбом The Beatles. Она выпускалась в качестве сингла, была представлена в вышедшем в США альбоме The Beatles’ Second Album, канадском альбоме Twist and Shout, входила в выпущенный в Великобритании мини-альбом The Beatles’ Million Sellers, а также включалась во множество сборников.
| Название альбома                  | Тип альбома       | Страна              | Дата выхода           |
| --------------------------------- | ----------------- | ------------------- | --------------------- |
| She Loves You                     | сингл             | Великобритания      | 23 августа 1963 года  |
| She Loves You                     | сингл             | США                 | 16 сентября 1963 года |
| Twist and Shout                   | сборник           | Канада              | 3 февраля 1964 года   |
| The Beatles’ Second Album         | альбом            | США                 | 1 апреля 1964 года    |
| The Beatles’ Million Sellers      | мини-альбом       | Великобритания      | 6 декабря 1965 года   |
| A Collection of Beatles Oldies    | сборник           | Великобритания      | 10 декабря 1966 года  |
| 1962-1966                         | сборник           | Великобритания/ США | 2 апреля 1973         |
| The Beatles at the Hollywood Bowl | концертный альбом | США                 | 4 мая 1977            |
| The Beatles Collection            | сборник           | Великобритания/ США | 2 ноября 1978         |
| The Beatles Box                   | бокс-сет          | Великобритания      | 3 ноября 1980         |
| 20 Greatest Hits                  | сборник           | Великобритания/ США | 11 октября 1982       |
| Past Masters, Volumes One         | сборник           | Великобритания/ США | 7 марта 1988          |
| Past Masters, Volumes One & Two   | сборник           | Великобритания/ США | 24 октября 1988       |
| The Beatles Box Set               | бокс-сет          | Великобритания/ США | 5 ноября 1988         |
| Anthology 1                       | сборник           | Великобритания/ США | 21 ноября 1995        |
| 1                                 | сборник           | Великобритания/ США | 13 ноября 2000        |
| The Capitol Albums, Volume 1      | бокс-сет          | США                 | 15 ноября 2004        |
| The Beatles in Mono               | бокс-сет          | Великобритания/ США | 9 сентября 2009       |
| Past Masters                      | бокс-сет          | Великобритания/ США | 9 сентября 2009       |

Песня «She Loves You» звучит в фильмах с участием музыкантов The Beatles — «Вечер трудного дня» (1964) и «Волшебное таинственное путешествие» (1967), в документальных фильмах — «Антология The Beatles» и «The Beatles. Первый приезд в США», а также в художественных фильмах — «Прошу слова» (1975), «Я хочу держать тебя за руку» (1978), «Yesterday» (1985), «Через Вселенную» (2007) и ряде других.
Германская версия песни «Sie Liebt Dich» вошла в сборники «Rarities» (1978), «Rarities» (1980), «Past Masters, Volumes One» (1988) и «Past Masters, Volumes One & Two» (1988).

### Продажи
Ещё до выхода сингла предварительные заказы на пластинку превысили полмиллиона. Не удивительно, что выпущенный в августе 1963 года, «She Loves You» уже к концу сентября успел разойтись тиражом в 750 000 экземпляров и сумел стать самым продаваемым синглом Великобритании 1963 года. «She Loves You» признан самым продаваемым синглом на территории Соединённого Королевства в 1960-х — было продано более 1,89 миллиона пластинок с записью сингла, что на 140 000 копий больше, чем у занявшей второе место ещё одной песни The Beatles — «I Want to Hold Your Hand». «She Loves You» оставался самым продаваемым синглом на Британских островах ещё четырнадцать лет, пока в 1977 году это достижение не было превзойдено песней «Mull of Kintyre» группы Wings.
В августе 2009 года «Радио Би-би-си 2» в своей программе «Beatles Weekend» объявило результаты рейтинга самых продаваемых синглов The Beatles в Великобритании. Список был составлен по данным «The Official Charts Company» — организации, отвечающей за составление официальных музыкальных хит-парадов Соединённого Королевства. «She Loves You» был признан самым продаваемым синглом The Beatles в Великобритании за всю историю.

### Места в чартах
Выпущенный 23 августа 1963 года сингл уже в первую же неделю попал в британский чарт-лист, заняв 12 место. Ещё через неделю, 7 сентября, он был уже третьим, а 14 сентября возглавил хит-парад синглов Великобритании. На первой строчке «She Loves You» продержался четыре недели. С 12 октября сингл семь недель занимал вторые-третьи места. 30 ноября песня «She Loves You» вновь оказалась на вершине хит-парада, где продержалась две недели. Потом сингл ещё три недели занимал вторую строчку чарт-листа, после чего началось падение его популярности. 18 апреля 1964 года «She Loves You» последний раз отметилась в хит-параде лучших синглов Великобритании — на 47 месте. 10 октября 1963 года сингл на одну неделю возглавил новозеландский хит-парад, а с 12 января 1964 года две недели занимал первую строчку в национальном чарте Норвегии.
25 января 1964 года «She Loves You» вошёл в первую сотню североамериканского чарта, в первую неделю заняв 69 место. Сингл пятнадцать недель находился в чарт-листе, а 21 марта на две недели возглавил американский хит-парад.
| Наименование хит-парада     | Страна         | Месяц дебюта в хит-параде | Нахождение в хит-параде (недель) | Наивысшее место | Дата попадания на 1 место | Недель на 1 месте |
| --------------------------- | -------------- | ------------------------- | -------------------------------- | --------------- | ------------------------- | ----------------- |
| UK Singles Chart            | Великобритания | август 1963 года          | 33                               | 1               | 12 сентября 1963 года     | 6                 |
| Billboard Hot 100           | США            | январь 1964 года          | 15                               | 1               | 21 марта 1964 года        | 2                 |
| CHUM Chart                  | Канада         | декабрь 1963 года         | 22                               | 1               |                           |                   |
| WKNR                        | США            | январь 1964 года          | 9                                | 1               | 20 февраля 1964 года      | 2                 |
| VG-lista Top 10 Singles     | Норвегия       | октябрь 1963 года         | 18                               | 1               | 12 января 1964 года       | 2                 |
| New Zealand Lever           | Новая Зеландия | октябрь 1963 года         | 6                                | 1               | 10 октября 1963 года      | 1                 |
| Top 25 Singles in Australia | Австралия      |                           |                                  | 3               |                           |                   |
| Cash Box Top 100            | США            | январь 1964 года          | 16                               | 1               | 21 марта 1964 года        | 2                 |

| Наименование хит-парада | Страна   | Месяц дебюта в хит-параде | Нахождение в хит-параде (месяцев) | Наивысшее место | Месяцев на 1 месте |
| ----------------------- | -------- | ------------------------- | --------------------------------- | --------------- | ------------------ |
| Хит-парад Фландрии      | Фландрия | январь 1964 года          | 4                                 | 5               |                    |
| German Top 20           | ФРГ      | март 1964 года            | 3                                 | 7               |                    |

| Наименование                        | Страна    | Год  | Место в рейтинге |
| ----------------------------------- | --------- | ---- | ---------------- |
| The Musicradio WABC Top 100 of 1964 | США       | 1964 | 3                |
| Хит-парад Rate Your Music           | США       | 1963 | 9                |
| The CASH BOX Year-End Charts        | США       | 1964 | 2                |
| Top 100 Hits of 1964 (Австралия)    | Австралия | 1964 | 2                |

## Интересные факты
- До выхода песни «She Loves You» во всех предшествующих композициях, написанных совместно Ленноном и Маккартни, за исключением «Love Me Do» и «P.S. I Love You», авторство было указано как «Маккартни/Леннон». В «She Loves You» авторство песни указано как «Леннон/Маккартни». Такой порядок указания авторства сохранился вплоть до распада группы[22].
- Художественный фильм «Вечер трудного дня» (англ. A Hard Day’s Night), в котором звучит песня «She Loves You», в прокате некоторых европейских стран в названии содержал рефрен «yeah, yeah, yeah». Например, в Германии фильм назывался «Yeah Yeah Yeah», в Швеции — «Yeah! Yeah! Yeah!», а в Финляндии — «Yeah, yeah, tässä me tulemme».
- В 1965 году Вальтер Ульбрихт, руководитель Социалистической единой партии Германии и ГДР, на XI пленуме ЦК СЕПГ выступал с речью о негативном влиянии западной культуры на молодёжь Восточной Германии. Он использовал узнаваемый рефрен песни «She Loves You» «yeah-yeah-yeah» как олицетворение культурного влияния капиталистического мира[42]:

Я думаю, товарищи, с этой монотонностью «е-е-е» или как она там называется, надо заканчивать!
Оригинальный текст (нем.)Ich denke, Genossen, mit der Monotonie des Je-Je-Je, und wie das alles heißt, ja, sollte man doch Schluss machen!

В итоге, на XI пленуме ЦК СЕПГ было принято решение об запрете в ГДР западной бит-музыки.
- 10 декабря 1980 года, через два дня после убийства Джона Леннона британская газета The Sun вышла с заголовком на первой полосе «Они любили его, е-е-е» (англ. «They Loved Him Yeah Yeah Yeah»)[43].